# Fryderyk II Heski
Fryderyk II, niem. Friedrich II von Hessen-Kassel (ur. 14 sierpnia 1720 w Kassel, zm. 31 października 1785 tamże) – landgraf Hesji-Kassel w latach 1760–1785. Wprowadził Hesję-Kassel do epoki oświecenia. Był jedynym władcą swego kraju, który po reformacji przyjął na powrót wiarę katolicką.

## Młodość
Fryderyk urodził się w Kassel 14 sierpnia 1720. Jego ojcem był poprzedni landgraf Wilhelm VIII, a matką Dorothea Wilhelmine von Sachsen-Zeitz. Jego dziadkiem ze strony ojca był Karol I Heski. Jego stryjem był landgraf Fryderyk I Heski, również król Szwecji.
Nauczycielem młodego Fryderyka był pułkownik August Moritz von Donop, a w latach 1726–1733 szwajcarski teolog i filozof Jean-Pierre de Crousaz. W 1740 Fryderyk ożenił się z Marią Hanowerską (1722–1772) – córką Jerzego II, króla Wielkiej Brytanii, i zapisał jej i jej dzieciom hrabstwo Hanau.
W grudniu 1745 wylądował w Szkocji z sześcioma tysiącami heskich żołnierzy i powiódł ich przeciw jakobitom, którzy organizowali tam powstanie przeciw władzy Hanowerczyków. W lutym 1749 Fryderyk i jego ojciec Wilhelm VIII odwiedzili arcybiskupa-elektora Kolonii Klemensa Augusta, który nawrócił Fryderyka na katolicyzm.

## Rządy
Fryderyk został landgrafem w 1760. Mimo że był katolikiem, Hesja-Kassel pozostała kalwińska, a dzieci Fryderyka były nadal wychowywane na protestantów. W 1760 Fryderyk próbował z powrotem przyłączyć hrabstwo Hanau do Hesji-Kassel, lecz nie zgodziła się na to Wielka Brytania.
W czasie  konfederacji barskiej w 1771 roku próbował go zainteresować koroną polską wojewoda mazowiecki Paweł Michał Mostowski.
Gdy końca dobiegła wojna siedmioletnia, Fryderyk starał się wzmocnić Hesję-Kassel gospodarczo. Zakładał manufaktury i magazyny. W 1777 założył Akademię Nauk (Kunsthochschule Kassel), a w 1779 – pierwsze publicznie dostępne muzeum – Fridericianum w Kassel.
Po śmierci pierwszej żony w 1773, ożenił się z Filipiną Pruską (1745–1800), z bocznej linii Hohenzollernów Brandenburg-Schwedt. Małżeństwo to było bezdzietne.

## Wynajem żołnierzy

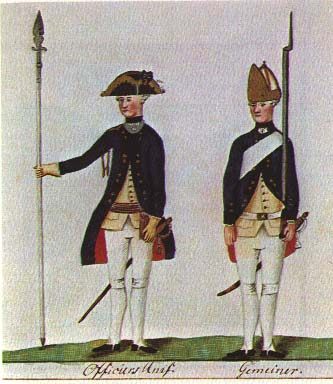
Regiment piechoty Knyphausen w 1783 – oficer
i szeregowiec

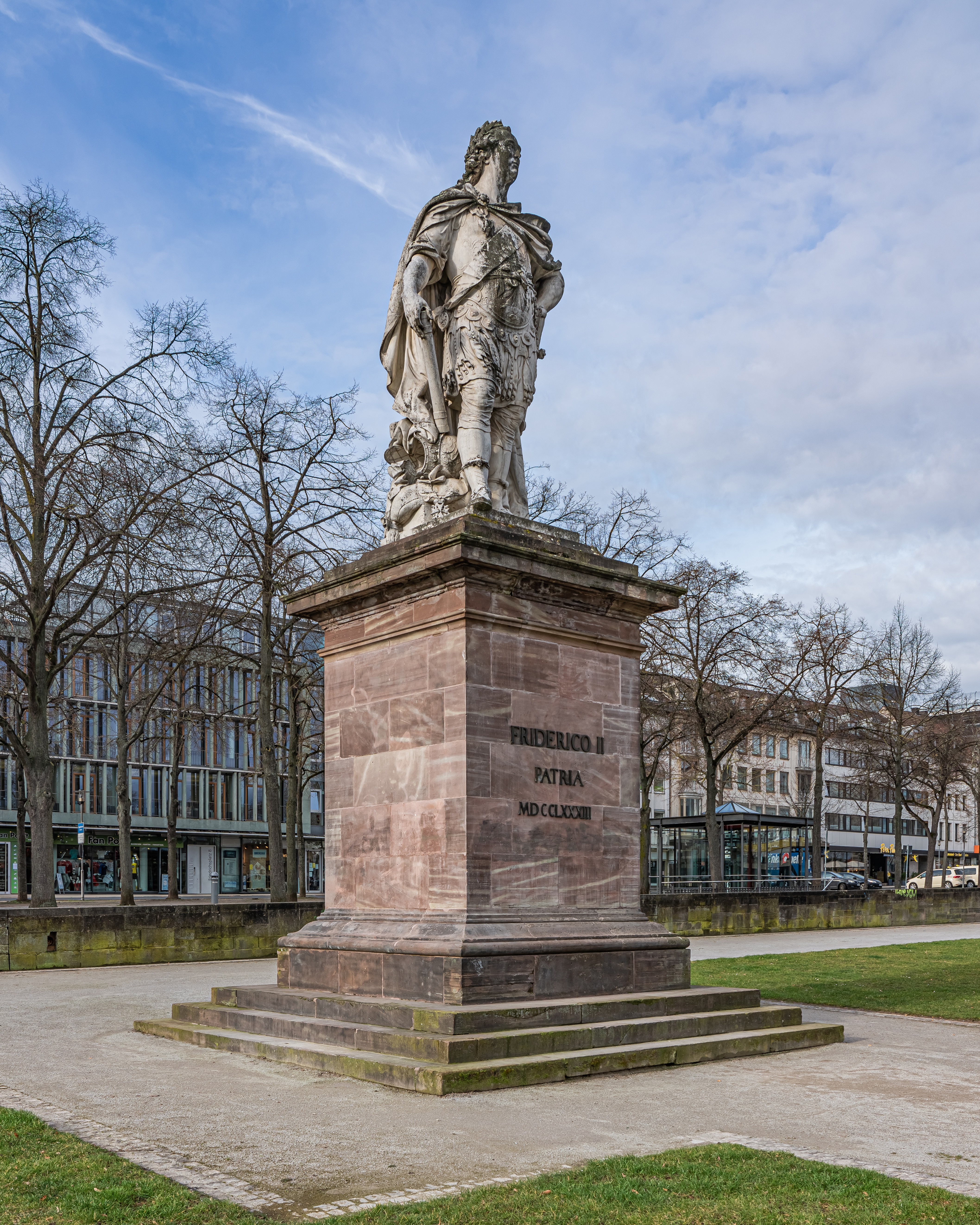
Pomnik Fryderyka II Heskiego w Kassel

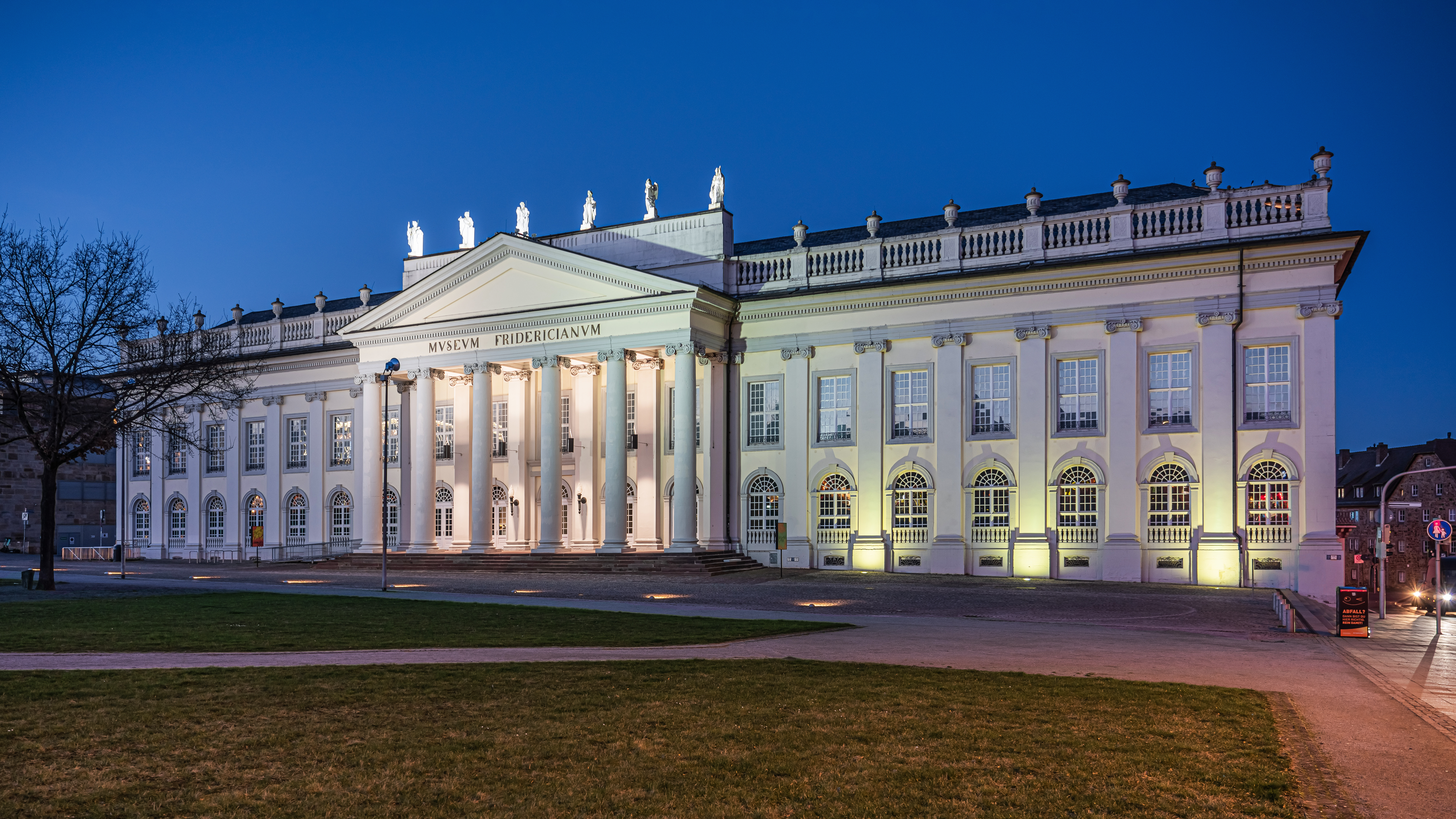
Fridericianum

W 1775 król Jerzy III Hanowerski wynajął u landgrafa niemal 20.000 żołnierzy do walki przeciw buntownikom amerykańskim, którym przewodził George Washington. Cała armia ówczesnej Hesji-Kassel liczyła około 40.000 żołnierzy, a więc dorównywała liczebnością stałej armii brytyjskiej (populacja wraz ze Szkocją ok. 9 mln.), szwedzkiej (populacja ok. 2 mln.) czy duńskiej (populacja wraz z Norwegią ok. 2 mln).
Hesja utrzymywała od dawna bardzo dużą, w stosunku do rozmiarów kraju (ok. 300.000 mieszkańców) armię, którą wynajmowała Francji i Anglii, lecz w 1776 spotykało się to z krytyką „oświeconej” warstwy w całych Niemczech. Żołnierzy do armii czasem po prostu brutalnie porywano. Użyczanie najemników było opłacalne. Nie dotyczyło to jedynie armii Hesji-Kassel (również demokratycznej Szwajcarii), ale armii heska była największa z wynajmowanych armii w całej Europy.
Przeciw rekordowo wielkiemu przymusowemu werbunkowi najemników (dla Jerzego III) przez Hesję-Kassel, Księstwo Brunszwiku, Księstwo Ansbach i Księstwo Anhalt-Zerbst (razem 30067 dusz, w tym 16992 z Hesji-Kassel) w latach 1775–1777 wystąpiło wielu niemieckich pisarzy (m.in. Johann Gottfried Seume, Johann Pezzl, Maximilian Klinger i Andreas Gearg Rebmann). W sumie w 1776 Fryderyk wysłał do Ameryki cztery bataliony grenadierów, piętnaści batalionów piechoty, dwie kompanie łowców (Jäger) i trzy kompanie wojsk artyleryjskich.

## Potomstwo
Z pierwszego małżeństwa z Marią Hanowerską pochodzili: 
- Wilhelm (1741–1742),
- Wilhelm I (1743–1821), landgraf Hessen-Kassel, mąż Wilhelminy Karoliny Duńskiej,
- Karol (1744–1836), mąż Ludwiki Duńskiej,
- Fryderyk III (1747–1837), landgraf Hessen-Rumpenheim, mąż Karoliny Polikseny, córki hrabiego Karla Wilhelma von Nassau-Usingen.

Fryderyk zmarł na udar mózgu w 1785 w zamku Weißenstein w Kassel.